# 市中心區 (海牙)
海牙市中心區（荷蘭語：Centrum）是海牙八個分區中最古老的行政區（stadsdeel）。截至2017年，市中心區的人口有103,281人，是海牙市內的第二大分區。市中心區有兩個火車站：海牙中央車站和海牙荷蘭車站。
市中心區轄下又包含九個鄰里（wijken）：
- 群島周邊、威廉公園區（Archipelbuurt/Willemspark）
- 內城區（Binnenstad）
- 舊市中心區（Het Oude Centrum）
- 科特波斯區（Kortenbos）
- 河流周邊地區（Rivierenbuurt）
- 畫家區（Schilderswijk）
- 車站周邊地區（Stationsbuurt）
- 德蘭士瓦、蔬果市場區（Transvaal, Groente- en fruitmarkt）
- 海神區（Zeeheldenkwartier）

## 群島周邊、威廉公園區

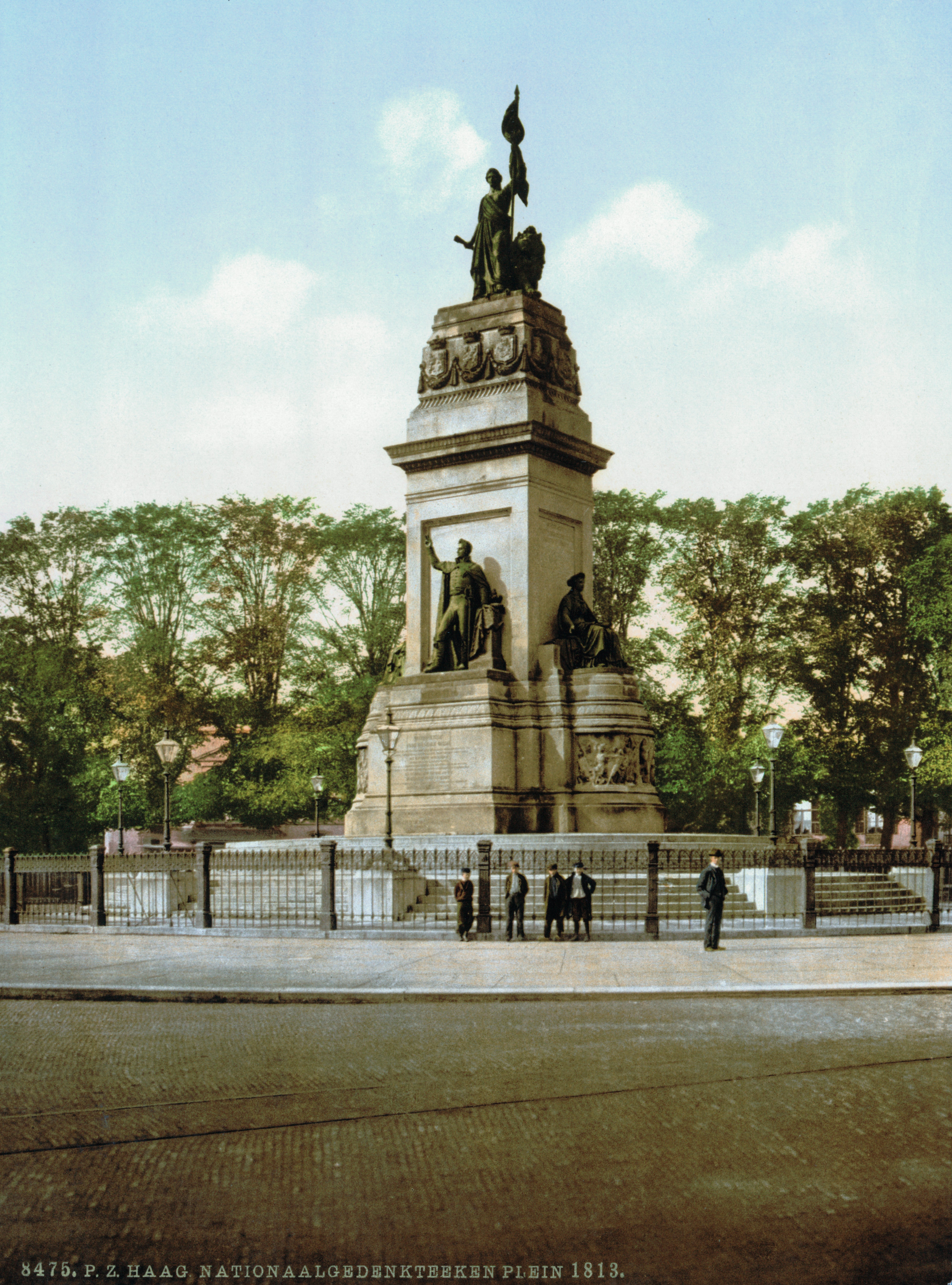
1813年廣場上紀念尼德蘭王國建立的雕像（約攝於1900年）

群島周邊、威廉公園區坐落在市中心區內的最北方，由群島周邊地區和威廉公園區（Willemspark）兩個鄰里組成。兩個鄰里以爪哇街（Javastraat）為界。
威廉公園區約起源於1850年，是海牙市第一個向運河外擴張的都市規劃地區。此區域內的市容是受到保護的。威廉公園區西側的綠帶住宅區經過設計，以亞歷山大街（Alexanderstraat）和索菲亞大道（Sophialaan）為兩軸呈對稱貌，交會中心是1813年廣場（Plein 1813），豎立著海牙的「自由女神像」。住宅區內的別墅現在多被改建為政府機關或大使館。威廉公園區內的設施齊全，尤其是爪哇街（Javastraat）和弗雷德里克街（Frederikstraat）。